# Tarsis Orogot
Tarsis Gracious Orogot, né le 24 novembre 2002, est un athlète ougandais, spécialiste des épreuves de sprint.

## Biographie
En 2023, il descend sous les 20 s au 200 mètres à l'occasion des championnats NCAA en réalisant un temps de 19 s 94.
Le 10 mai 2024 à Gainesville, il égale son record d'Ouganda du 100 m en 10 s 17. Le lendemain, 11 mai 2024, il l'améliore en 10 s 06 et fixe le record national du 200 m à 19 s 75.

## Records
| Épreuve            | Temps        | Lieu        | Date         |
| ------------------ | ------------ | ----------- | ------------ |
| 100 m              | 10 s 06 (NR) | Gainesville | 11 mai 2024  |
| 200 m              | 19 s 75 (NR) | Gainesville | 11 mai 2024  |
| 200 m piste courte | 20 s 17 (NR) | Albuquerque | 10 mars 2023 |